# Bill Brimfield
William J. „Bill“ Brimfield (* 8. April 1938 in Chicago, Illinois; † 10. Oktober 2012 ebenda) war ein US-amerikanischer Jazztrompeter.

## Leben und Wirken
Brimfield wurde 1938 in Chicago geboren und wuchs in Evanston, Illinois auf. Im Alter von sechs Jahren erlernte er das Piano und mit neun die Violine. Während seiner Highschoolzeit spielte er in mehreren Musikkapellen mit.
Brimfield arbeitete bereits auf der School of Music at Northwestern University mit Fred Anderson und wirkte 1966 bei den ersten Aufnahmen des AACM mit Anderson und Joseph Jarman mit. 1966 nahm Brimfield mit Jarman dessen Debütalbum Song For für Delmark Records auf. In den folgenden Jahren arbeitete er zumeist mit Fred Anderson, mit dem er 1978 auf dem Moers Festival und 1979 auf dem ersten Chicago Jazz Festival in Grant Park auftrat. Er setzte seine Zusammenarbeit mit Anderson bis in die 1990er Jahre fort, u. a. ist er auf dessen Livealbum aus der Velvet Lounge von 1998 zu hören. Brimfield, der von 1966 bis 2001 bei 19 Aufnahmesessions mitwirkte, ist außerdem bei Aufnahmen von Don Moye, Fenton Robinson, Ed Petersen, der Mandingo Griot Society um Adam Rudolph und Hamid Drake sowie von Dieter Glawischnig zu hören. Zuletzt arbeitete er mit dem Pianisten Bradley Parker-Sparrow (We Are Not Machines, 2002). Anfang der 2000er Jahre erlitt er einen Schlaganfall und zog sich zunehmend aus dem Musikgeschäft zurück. Zuletzt trat er im Ethiopian Diamond Restaurant auf.
Am 10. Oktober 2012 verstarb er bei sich zuhause in Chicago.